# География Венесуэлы

физическая карта Венесуэлы

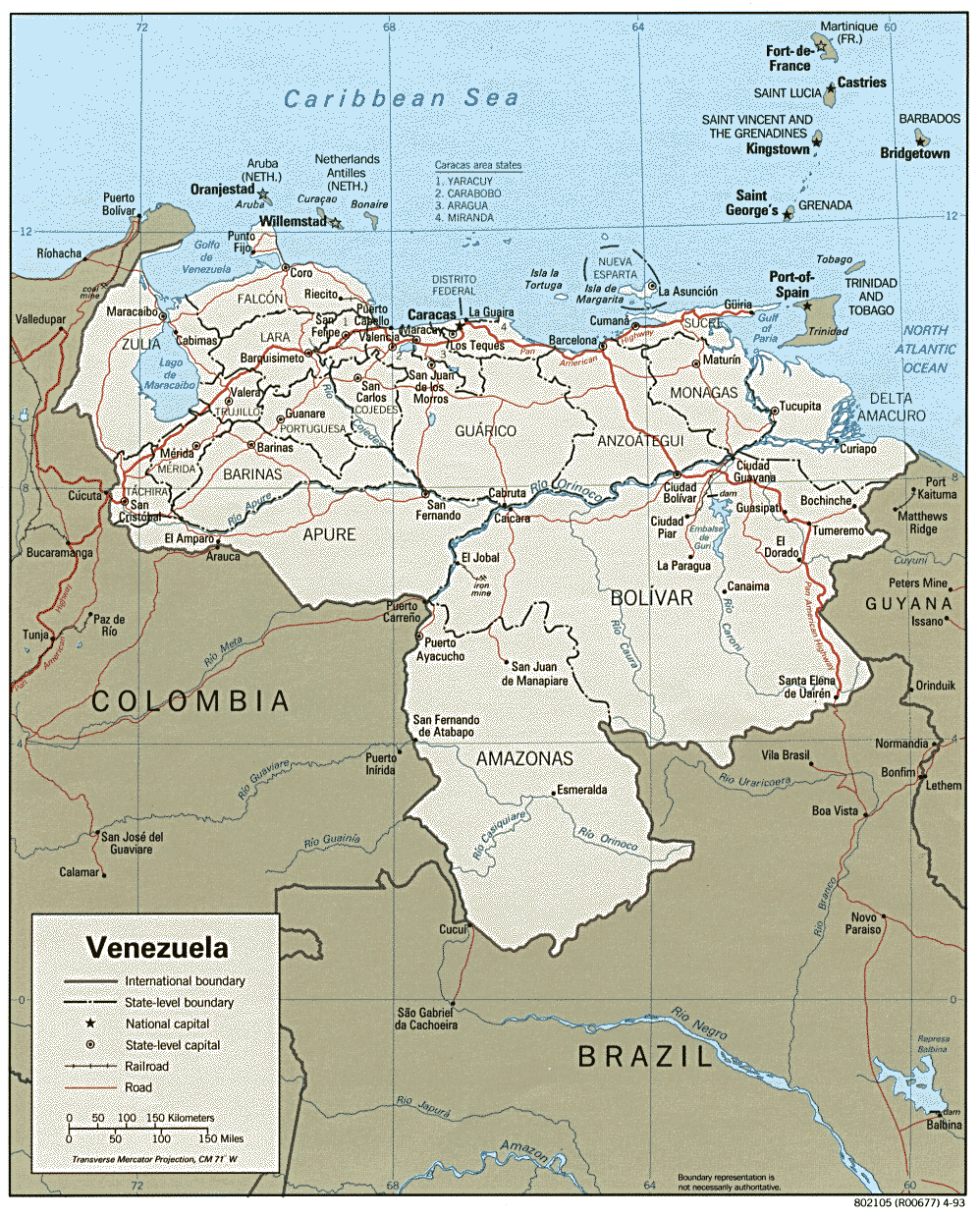

Венесуэла — государство на севере южноамериканского континента. Омывается Карибским морем и Атлантическим океаном на севере, граничит с Гайаной на востоке, Бразилией на юге и Колумбией на западе.
Площадь — 912 тыс. км².
Общая протяжённость границы 4993 км (протяжённость границы с Бразилией — 2199 км, с Колумбией — 2219 км; c Гайаной — 789 км).
Длина береговой линии — 2800 км.
На северо-западной части территории проходит две ветви северной оконечности горной цепи Анд, между ними находится низменность Маракайбо; в центре страны — равнины Льянос-Ориноко; на юго-востоке расположилось Гвианское плоскогорье. Самая высокая точка — пик Боливар (Pico Bolívar, La Columna) 4978 метров, самая низкая точка — Карибское море 0 м.

## Полезные ископаемые
Имеются крупные запасы нефти, железных, медных и марганцевых руд, а также золота.

## Гидрография
Густая речная сеть Венесуэлы имеет крайне неравномерный расход в течение года и бурные летние половодья. Бассейн Ориноко занимает примерно 4/5 территории Венесуэлы, практически на всём своём протяжении текущей в пределах Венесуэлы и принимающему многочисленные притоки. Левые притоки (Апура, Араука, Капанапара и др.) имеют равнинный характер течения с возможностью судоходства. В сезон дождей они широко разливаются, затапливая большие площади. Правые притоки, берущие начало в Гвианском нагорье (Карони, Каура, Вентуари и др.), имеют много порогов и водопадов, в том числе высочайший в мире водопад Анхель. Гидроэнергетический потенциал этих рек используется на крупных ГЭС: Гури (четвертая в мире по мощности (на 2016 г.)), Макагуа и Каруачи. При впадении в Атлантический океан Ориноко образует обширную дельту. На юге страны существует такое редкое явление, как бифуркация рек: от Ориноко в верхнем течении ответвляется река Касикьяре, несущая свои воды в Риу-Негру — приток Амазонки. Короткие реки, текущие с северных склонов Анд, впадают непосредственно в Карибское море или озеро Маракайбо.
|    | Название реки | Длина, км | Площадь бассейна, км² | Расход воды, м³/с | Устье               |
| -- | ------------- | --------- | --------------------- | ----------------- | ------------------- |
| 1  | Ориноко       | 2 736     | 880 000               | 33 000            | Атлантический океан |
| 2  | Риу-Негру     | 2 300     | 720 100               | 30 000            | Амазонка            |
| 3  | Апуре         | 1 580     | 147 000               | 2 000             | Ориноко             |
| 4  | Гуавьяре      | 1 300     | 140 000               | 8 200             | Ориноко             |
| 5  | Мета          | 1 000     | 112 000               |                   | Ориноко             |
| 6  | Карони        | 952       | 92 100                | 4 850             | Ориноко             |
| 7  | Араука        | 900       | 18 000                |                   | Ориноко             |
| 8  | Куюни         | 618       | 80 000                | 1 050             | Эссекибо            |
| 9  | Португеза     | 600       | 80 000                |                   | Апуре               |
| 10 | Гуарико       | 525       |                       |                   | Ориноко             |

## Животный мир
Животный мир Венесуэлы очень разнообразен. В лесах и саваннах обитают широконосые обезьяны, пекари, капибара, муравьеды, броненосцы, опоссумы; из хищников — ягуар, пума, гигантские выдры.
Из 1434 видов обитающих здесь птиц наиболее характерны попугаи (амазоны, воробьиные попугайчики) туканы, гуахаро, гарпия, гоацин, андский туканет.

В стране 176 охраняемых природных территорий общей площадью 53 500 миллионов га (2005).

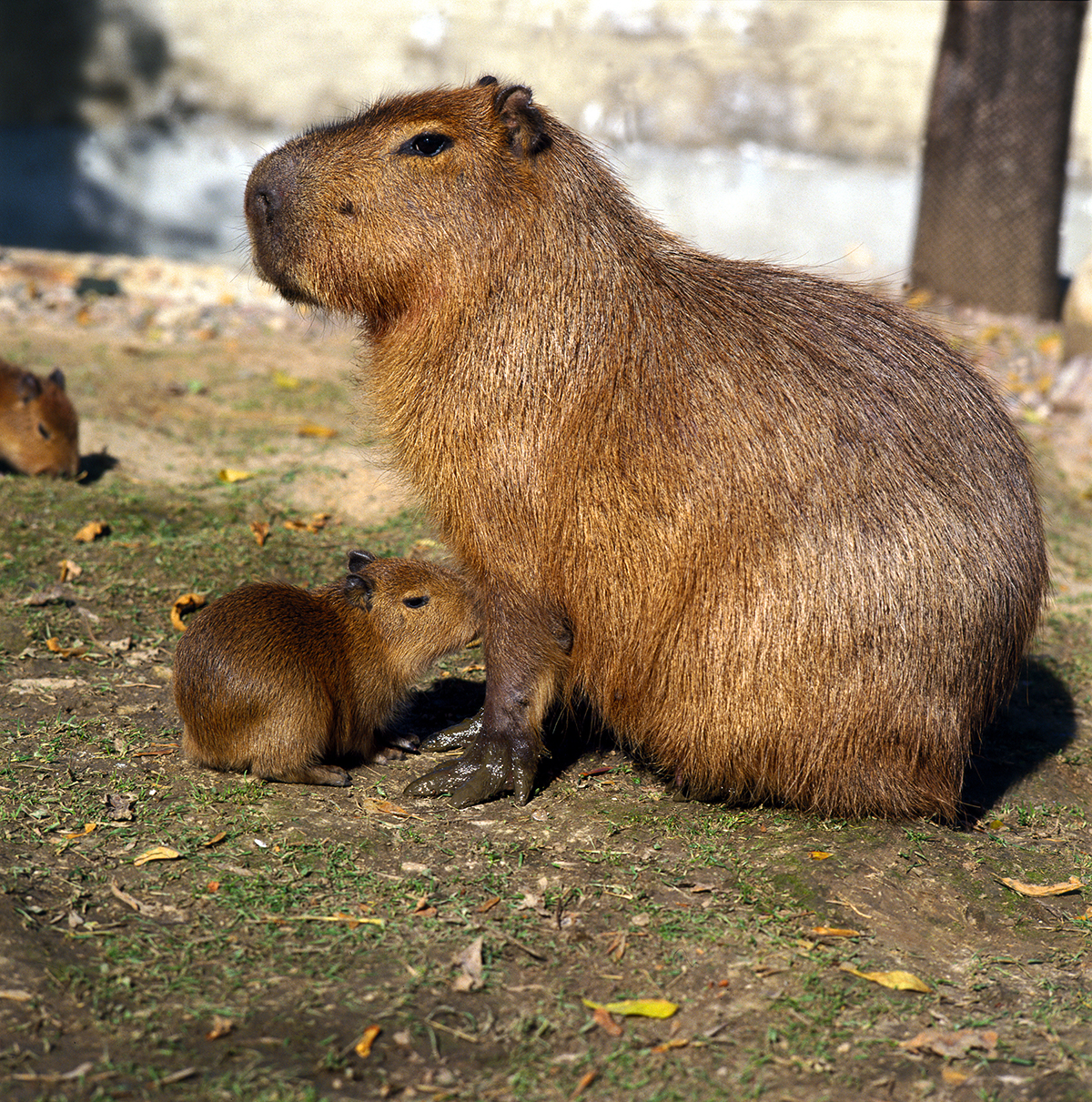
Капибара
Гигантский муравьед
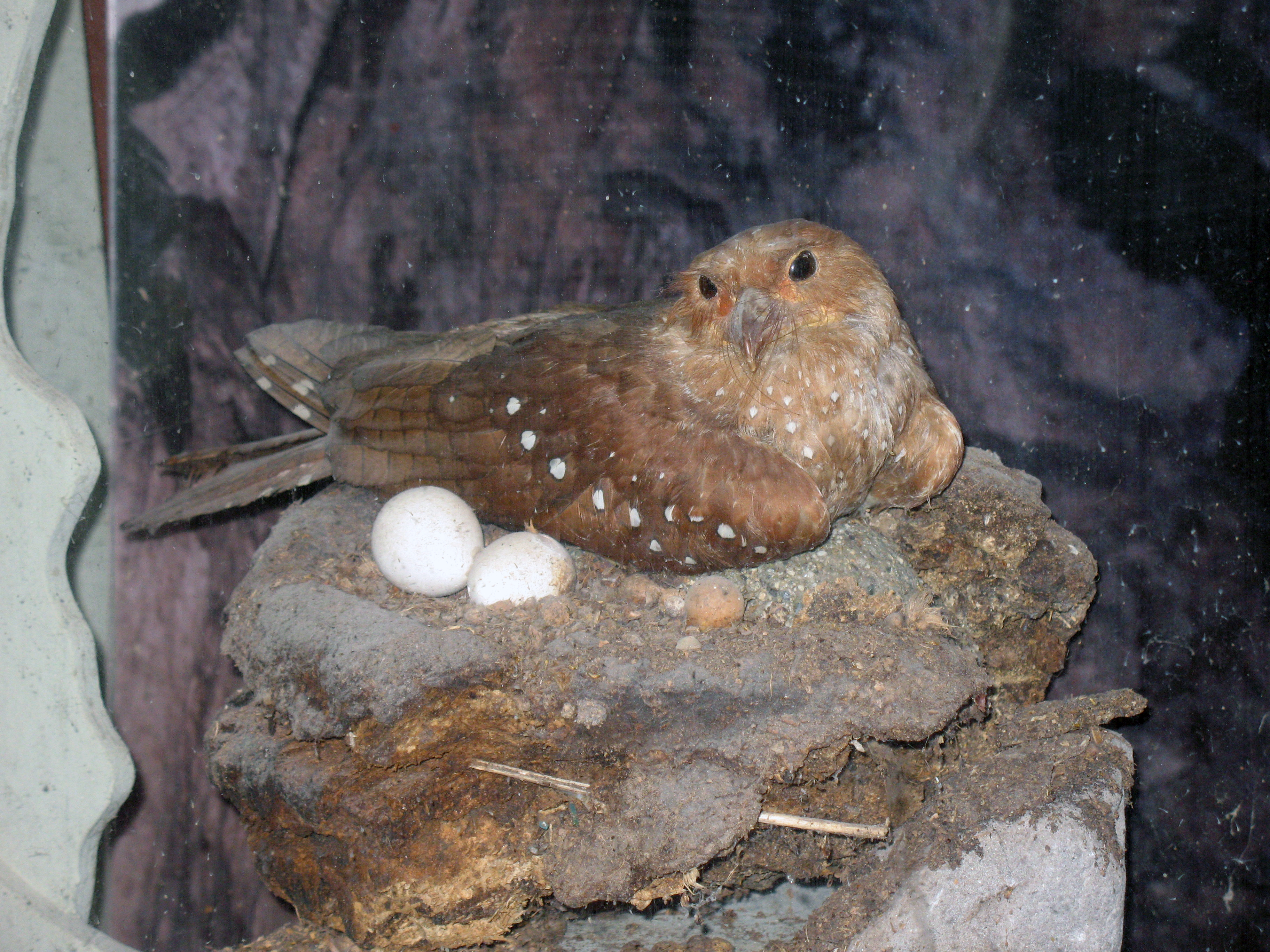
Гуахаро
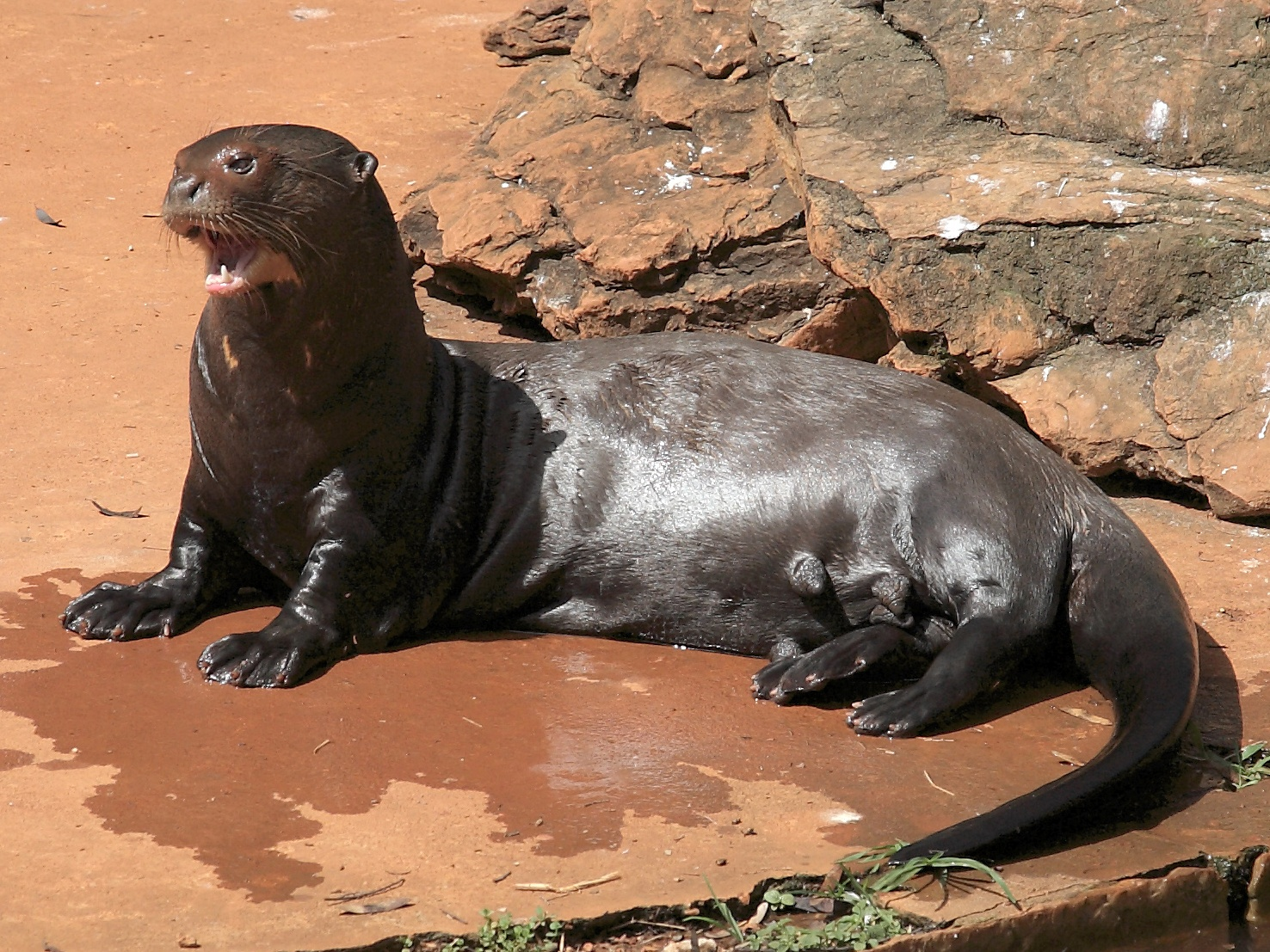
Гигантская выдра

## Растительный покров
Леса занимают 56 % территории Венесуэлы, сокращаясь на 2,2 тыс. км² в год. На юге и юго-западе страны распространена гилея. Склоны Анд и Гвианского нагорья до высоты 800—1200 м покрыты редкими кустарниками, в высокогорьях Кордильеры-де-Мерида распространены сообщества парамос со злаковым покровом, подушковидными и розеточными растениями. На плато и грядах Гвианского нагорья произрастают эндемичные низкорослые кустарники. На равнинах Льянос-Ориноко сформировались обширные массивы саванн со злаковой растительностью на равнинах, затапливаемых в сезон дождей, и галерейными лесами по долинам крупных рек. В более засушливой северной части равнин среди разреженного злакового покрова рассеяны ксероморфные деревца и кустарники, местами встречаются кактусы, а вдоль рек — заросли маврикиевой пальмы. На карибском побережье типичны колючекустарниковые сообщества с многочисленными кактусами, акациями, курателлой, диви-диви. Дельта Ориноко и юго-западная часть впадины Маракайбо покрыты периодически затопляемыми вечнозелёными лесами и болотами, побережья окаймлены мангровыми зарослями. Богатый животный мир представлен широконосыми обезьянами, броненосцами, муравьедами, капибарами, пекари, опоссумами, оленями, выдрами, пумами, ягуарами. Из птиц характерны туканы, попугаи, гуахаро, гарпия, цапли, аисты, ибис. Многочисленны змеи (в том числе анаконда), ящерицы, крокодилы, черепахи, электрические угри.